# Скатикок (индейская резервация)
Скатикок (англ. Schaghticoke Reservation) — индейская резервация скатикоков, расположенная в северо-западной части штата Коннектикут, США.

## История
Скатикоки были впервые задокументированы как индейская община в долине Хусатоник в колонии Коннектикут ещё в XVII веке. Под руководством своего сахема, Гидеона Мови, племя со временем стало убежищем для других индейцев, спасавшихся от английских колонистов. В середине XVIII века скатикоки насчитывали 500—600 человек и состояли уже из представителей нескольких племён, в том числе махиканов, тунксисов и пекотов.
Индейская резервация Скатикок была создана Генеральной ассамблеей Коннектикута в 1736 году в ответ на петицию племени, проживающему вдоль реки Хусатоник. Лидеры племени жаловались на то, что англичане незаконно вторгаются на их земли и поэтому потребовали, чтобы Ассамблея создала резервацию на их территории. Первоначальная площадь Скатикока составила около 2000 акров. Нынешняя резервация состоит из четырёх домов, небольшого лагеря и места захоронения. Практически все представители народа постоянно живут за пределами резервации, при этом Скатикок служит социальным и политическим центром племени.

## География
Резервация состоит из одного участка, который находится в центрально-западной части округа Литчфилд вдоль западного берега реки Хусатоник, к юго-западу от города Кент. Общая площадь Скатикока составляет 1,122 км².
Штаб-квартирой племени является город Кент. Река Хусатоник сильно загрязнена токсическими веществами и это ограничивает её использование и представляет опасность для здоровья тех, кто живёт вдоль реки. 

## Демография
В середине 1990-х годов в резервации проживало пять семей.
По данным федеральной переписи населения 2010 года, в Скатикоке проживало 9 человек, а общая численность племени составляла 247 человек. Согласно федеральной переписи населения 2020 года постоянное население в резервации отсутствовало.

## Комментарии
1. ↑  Сам город не входит в состав резервации, а является лишь штаб-квартирой племени.